# Darla (Buffyverso)

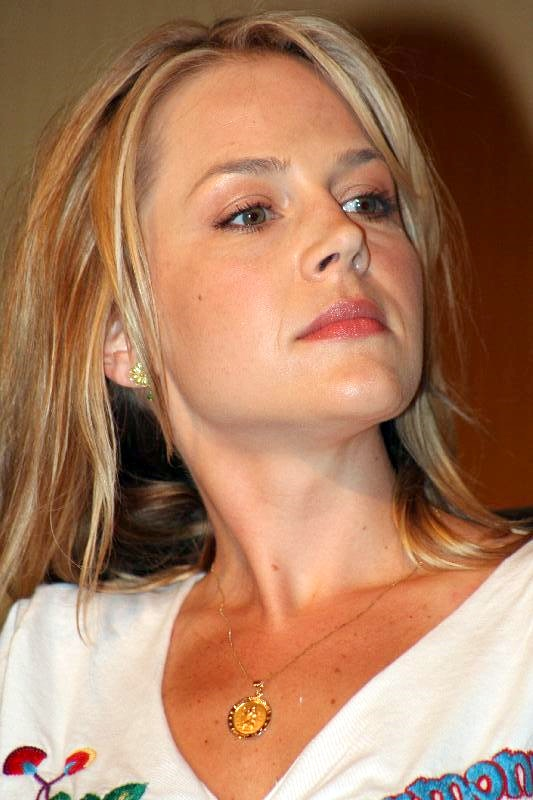
La actriz Julie Benz

Darla es un personaje de ficción de las series de televisión Buffy, la cazavampiros y Ángel. Darla era una vampira y la examante de Ángel/Angelus, tras abandonarlo cuando este recuperó su alma, ella volvió con El Maestro donde apareció en la primera temporada de Buffy y ahí fue estacada por Ángel sin embargo fue resucitada por Wolfram & Hart como humana y fue re-vampirizada por Drusilla en Ángel. Donde adquirió más protagonismo al ser la madre del hijo de Ángel, Connor. Interpretada por Julie Benz.

## Historia

### Vida previa
Darla nació con un nombre diferente en el siglo XVI en las islas británicas. Como una joven prostituta, que emigró a la colonia de Virginia en Estados Unidos y tuvo una independencia económica, pero también contrajo un caso fatal de la sífilis. En 1609, la prostituta se estaba muriendo en su casa de lujo. Debido a su aversión a la religión, se burlaba de un sacerdote que llegó a su lecho de muerte, hasta que reveló su verdadera identidad: El Maestro, líder de la secta de élite de vampiros conocida como la Orden de Aurelius. El Maestro, quien sentía por ella un interés inusualmente íntimo en relación con su naturaleza, le engendró y en algún momento le dio el nombre de "Darla" (en gaélico "querida") y que finalmente se olvidó de su nombre original. Como una vampira, Darla desarrolló un gusto por atraer a los hombres en aparecer como una mujer seductora y misteriosa falsamente inofensiva.
Darla fue a explorar el mundo y causar estragos, tiempo durante el cual entró en una aldea en Galway, Irlanda. Allí encontró a un hombre apuesto joven llamado Liam, que estaba bebiendo y seduciendo mujeres a su manera a través de una vida más tranquila. Admirándolo desde lejos, Darla atrajo a Liam en un callejón, donde lo sedujo ofreciéndole que le mostrara las cosas que nunca había imaginado. Ella engendró a Liam y esperó a que él se levantara de su tumba y le dio sus primeras lecciones de ser un vampiro tras bautizarlo con el nombre Angelus. Como él mató a su aldea entera y toda su familia, Darla le explicó que ésta era una forma de reaccionar ante la desaprobación de su padre.
En 1760, después de recorrer una andana sangrienta a través de Gales e Inglaterra, Darla llevó a su nuevo consorte de regreso con El Maestro en Londres. Sin embargo, Ángelus no tenía ningún interés en la Orden de Aurelius y sus principios de la morada subterránea y homenaje a los Antiguos. Así que le dio a elegir entre su padre y los placeres que Angelus le ofrecía, Darla eligió a su amante y se fue con él. Aunque El Maestro no escondió su decepción y dolor por el rechazo de Darla no tomó represalias ya que vaticino que con el tiempo Angelus la abandonaría y ella debería volver humillada a la Orden.
En 1764, Angelus y Darla estaban de vuelta en York, donde fueron perseguidos por Daniel Holtz, un cazador de vampiros. Los amantes decidieron castigar a Holtz y lo atrajeron a una cabaña vacía, dejando tras de sí el mensaje "¿Cómo esperas salvar a otros, si no puedes salvar a los tuyos?" Aunque Holtz fue en esta persecución, Angelus y Darla violaron y asesinaron a la esposa de Holtz, Darla engendró a su hija, y mataron a su hijo pequeño también. Después de ser forzado a matar a su propia hija, Holtz juró venganza y comenzó una cruzada para eliminar a los dos vampiros que duraría casi una década.
En 1765, Darla y Angelus huyeron de Italia a Francia con Holtz pisándoles los talones. Holtz logró atrapar al par dentro de un granero en llamas y en ese momento Darla golpeo a Angelus con una pala y se escapó en el único caballo disponible. Angelus siguió a Darla todo el camino a Viena, donde le hizo "pagar por los pecados a [Darla]. Una y otra vez".
En 1767, Darla y Angelus convirtieron a una pareja de enamorados jóvenes en vampiros, James y Elisabeth, en Marsella. Las parejas quemaron el pueblo del Conde de León en el suelo, lo que atrajo la atención de Holtz. Mientras Darla y Elisabeth se escaparon a la nave que llevaría a los cuatro vampiros a Marruecos, James y Angelus se quedaron para enfrentar al cazador de vampiros. Sin embargo, resentido de la traición de Darla en el granero, Angelus reveló el paradero de su amante para salvar su propia vida.
A pesar de la traición, Darla se quedó con Angelus, como los dos viajaron por el norte de África que intentan escapar de Holtz. La pareja fue a Roma cuando Holtz implacablemente los encontró en 1771. Holtz logró la captura de Angelus con la ayuda de una secta católica tradicionalista conocido como Inquisidores, aunque con la ayuda de un grupo de vampiros locales, Darla salvó a su amante de la tortura de Holtz. Angelus se preguntó si deberían matar a Holtz, pero Darla contestó que era mucho más divertido verlo sufrir y que se habían vuelto para el como su familia y le perdonan la vida.
De vuelta en Londres, la "familia" de Darla y Angelus creció en 1860, cuando Darla le mostró a Drusilla, una chica joven, piadosa bendecida con visiones, a quien Angelus acosada y torturaba hasta la locura antes de engendrarla. El trío se mantuvo sin cambios hasta 1880, año en el que Darla le dijo a Drusilla , "O puedes convertir al primer idiota que se te ponga enfrente." Drusilla convirtió a William, un romántico, poeta con el corazón roto. Por la misma época William se convirtió, Darla tuvo una pelea con Angelus y volvió al lado del Maestro. Sin embargo, la pareja se reconcilió poco después, sólo para verse obligados a abandonar Londres debido a los ataques de William fueron llamando la atención innecesaria. El cuarteto huyó hasta llegar a Yorkshire, donde se vieron obligados a esconderse en las minas abandonadas, muy a pesar de Darla. Alrededor de este tiempo, Darla a que se refiere a sí misma, Angelus, Drusilla y Spike como el torbellino o el Clan de Angelus.
En 1894, el cuarteto viajó a Roma, donde se cruzaron con El inmortal, un ser misterioso que ya había conocido a los vampiros en Frankfurt y se guarda un grupo de monjas de Angelus. Mientras Angelus y Spike fueron secuestrados por orden del Inmortal, sedujo a Darla y Drusilla y "violó" a las dos vampiras dispuestas en un ménage à trois, un privilegio que nunca habían le habían permitido ni a Spike o Ángel. Unos años más tarde, los cuatro vampiros viajaron a Budapest para pasar un buen rato durante el caos de un terremoto.
En 1898, el Clan de Angelus viajó a Borsa, Rumania, ahí Darla dio a Angelus un regalo que cambiaría sus vidas para siempre, la hija predilecta del clan Kalderash, una tribu de gitanos. Angelus se salió con la suya con la gitana por una noche mientras miraba Darla. Sus acciones provocaron la ira de los ancianos Kalderash, por lo que una de sus brujas realiza una maldición para restaurar el alma humana de Angelus de forma que el remordimiento por su vida como vampiro lo abrumara. Angelus buscó la ayuda de Darla, sólo para ser rechazado por su "sucia alma".
Darla rápidamente cambió de opinión y fue con Spike y Drusilla a masacrar a los Kalderash. Como los dos amantes sacrificaron a todos los que encontraron, Darla trató de razonar con el padre de la hija Kalderash y convencerlo de que eliminar el alma de Angelus a cambio de salvar las vidas de su esposa e hijas. Algo que no sirvió cuando Darla vio que Spike ya había matado a la familia del anciano. Sin ninguna esperanza más, Darla rompió el cuello del anciano y le ordenó a los amantes la masacre de la tribu entera.
En noviembre de 1898, Darla y Drusilla casi llegaron a ser novias de Drácula, aunque el famoso vampiro les acompañó a Whitby, Yorkshire, con la intención de tenerlas jugando entre sí. Spike entonces llevó una multitud al castillo de Drácula, y durante el asalto, huyó con Darla y Drusilla.
Darla, que había desarrollado un gusto por las guerras de religión, fue con Spike y Drusilla a China en 1900, donde el trío se encuentra en medio de la rebelión bóxer. Angelus, que los había seguido, le rogó que lo aceptara de nuevo, con la esperanza de demostrar a su examante y a él mismo que todavía podía ser parte del clan. Sin embargo, Angelus se limitó a matar a los ladrones, asesinos y violadores. Incluso trató de salvar a una familia misionera. Darla descubrió la familia - padre, madre, hija, y el niño recién nacido - mató a todos, pero el bebé, a quien mantuvo como una prueba para Angelus. Incapaz de matar a un inocente, Angelus huyó con el bebé, renunciar para siempre a Darla.
En 1901, Darla y "Angelus" se cruzan por última vez en Budapest.
En octubre de 1934, Darla estaba viviendo en Berlín, Alemania.
En septiembre de 1943, Darla se había trasladado a Inglaterra.
En 1959, Darla se había mudado a Sunnydale con El Maestro, donde vivió hasta finales del siglo XX.

### Sunnydale
Después de tantos siglos, Darla todavía atraía a sus víctimas haciéndose pasar por una mujer tímida, joven e inocente, aunque la adición de un uniforme de colegiala a su acto. Uno de los que mató era un exalumno que drena sobre la base de Sunnydale. Era la señal de alerta para Buffy Summers (La cazadora) que los vampiros eran activos en Sunnydale.
Darla se encontró cara a cara con Buffy, la noche antes de la cosecha, cuando sedujo al estudiante de Sunnydale Jesse McNally. A pesar de que Jesse estaba destinado a ser una ofrenda al Maestro, Darla bebió un poco que sele reprendió. A pesar de enfrentar a Buffy, sin embargo, Darla logró secuestrar a Jesse con la intervención de Lucas, acólito principal del Maestro. La noche siguiente, Darla se unió a Lucas, el recién engendrado Jesse, y los demás vampiros en su ataque contra el bronze, donde Lucas tenía la intención de realizar la cosecha a fin de liberar al Maestro de su prisión mística. Mientras que Lucas, Jesse, y los demás vampiros se espolvorearon por Buffy, Darla fue capaz de escapar después de que Willow Rosenberg arrojó agua bendita a ella.
Durante semanas, Darla se quedó al margen, mientras que varios miembros de la Orden (incluyendo a Zachary) cayeron a manos de Buffy. Ella se ofreció a matar a la cazadora como una ofrenda para su padre, pero envió a Los Tres, un trío de guerreros antiguos vampiros, en su lugar. Sin embargo, los tres fracasaron debido a la intervención de Ángel. Como penitencia, los tres ofrecieron sus vidas al Maestro, y permitió que Darla los redujera a polvo, una tarea que con mucho gusto completó.
Entendiendo de que la fuerza bruta no sería suficiente para matar a Buffy, Darla ideó un plan para ponerla en contra de Ángel, y obligarlos a matarse el uno al otro, aunque esperaba que Ángel al matar a Buffy en defensa propia y, después de matarla experimentaría placer una vez más, luego el regresaría a su lado. Darla fingió ser una compañera de clase de Buffy con el fin de ser invitada a la residencia de Summers. Una vez dentro, ella atacó a la madre de Buffy, mordiéndole y la dejó a ella en los brazos de Ángel. Como Darla había planeado, Buffy llega a ver a su madre herida en manos de Ángel en la cara de vampiro, y llegó a la conclusión de que Ángel estaba matando a su madre. El vampiro y la cazadora se enfrentaron uno al otro en el bronze, pero Buffy finalmente se dio cuenta de que Ángel no era responsable. Darla, armada con un par de pistolas con ella, llegó para asegurarse de que Buffy iba a morir. Sin embargo, el plan de Darla se volvió en su contra, ya que Ángel la estacó con el fin de proteger a la mujer que amaba.

### Los Ángeles
Casi tres años más tarde, Wolfram & Hart realizó el ritual de resucitar de entre los Rollos de Aberjian para resucitar a Darla (como un ser humano) como una forma de atormentar a Ángel. Durante su tiempo como un ser humano, Darla se encuentra cada vez más difícil vivir con alma y quería desesperadamente ser una vampira de nuevo. Ella también parecía acercarse al abogado de Wolfram & Hart Lindsey McDonald, aunque si se trataba de una estratagema o no es incierto. Pronto se enteró de que ella se estaba muriendo de la enfermedad que casi la había matado la primera vez: la sífilis (a pesar de que ahora era fácil de curar si se diagnostica a tiempo, como Lindsey, dijo, "alrededor de un mes y 400 años de retraso "). Se hizo aún más desesperada que se convirtió en un vampiro, pero en su lugar, Ángel, a través de actos de valentía y nobleza, finalmente la convenció de vivir sus últimos días como ser humano, y le aseguró que estaría allí para ella. Una vez que ella había aceptado plenamente y abrazó a su humanidad y el alma, Wolfram & Hart, enojados de que sus planes iban mal, trajo a Drusilla para engendrar Darla.
Darla y Drusilla comenzaron a luchar, con Darla inicialmente está molesto por convertirse en una vampira de nuevo. Sin embargo, rápidamente se adaptó una vez más. A continuación, se dio la vuelta y le dio a Wolfram y Hart la masacre que habían solicitado, pero en vez de matar al azar, Darla y Drusilla sacrificaron la mayor parte del personal al asistir a una fiesta de venganza por haber sido usadas como peones. Los únicos dos sobrevivientes fueron Lindsey McDonald y Lilah Morgan.
Después, Darla fue en otra masacre matando con Drusilla que casi terminó cuando Ángel, después de descender en un estado de oscuridad, las incendio a ambas. Pero esto no fue suficiente para matarlas. Abandonada por Drusilla, Darla se escondió en el apartamento de Lindsey para recuperarse y esconderse de Wolfram & Hart. Es posible que también explotara el interés romántico de Lindsey en ella.
La perspectiva de la vida de Angel se hizo aún más oscura cuando Holland Manners le informó de que el poder de Wolfram & Hart viene de la maldad dentro de la propia humanidad y que ninguna de sus buenas obras nunca haría una diferencia. Al regresar a casa, se dio cuenta de Darla estaba esperándolo. Que aproximadamente la agarró y luego tuvieron relaciones sexuales, la expectativa por parte de Darla, así como su propio ser que iba a perder su alma como consecuencia de "un momento de felicidad perfecta" -, pero que había dejado solo el cuidado, o sensación de cualquier cosa. A la mañana siguiente, Ángel todavía tenía su alma; Las relaciones sexuales con Darla fueron la desesperación perfecta, en lugar de la felicidad perfecta. Decepcionado a por su "fracaso" para salvarla, Ángel reconoció que una parte de él lo había visto como parte de sus esfuerzos para salvarse a sí mismo-ya que lo había creado, tenía la esperanza de que su redención resultaría digno de redención pero ahora se reconoce que ella no era nada para él, no puede darle ni siquiera su odio. Sorprendida, enojada y molesta, Darla intentado seducir a Ángel después de que él rechazó su oferta de una "repetición" a "hacerlo bien", sólo para Ángel la sujetara, informando a Darla que le permitiría vivir por ahora en gratitud por lo que había hecho por él, pero prometió que iba a matarla la próxima vez que la viera en Los Ángeles. Como resultado, Darla salió de Los Ángeles, supuestamente para siempre.
Sin embargo, lo impensable había sucedido: Ángel había embarazado a Darla. Darla visitó a todos los chamanes en el Hemisferio Occidental, quienes le dijeron que su embarazo era intrínsecamente imposible, pero también es imposible abortar. Con nadie a quien recurrir, Darla fue a Ángel. Varias teorías surgieron sobre el niño, de una secta de vampiros que lo adoraban como un milagro, que el temor de que era el mal que se habla en la profecía del Tro-Clon. Resultó que el niño era simplemente un niño sano bebé humano, con lo que el embarazo estaba haciendo que Darla compartiera un alma, lo que le permite sentir amor genuino por el niño y la obligó a buscar la sangre inocente que lo alimentara. Esto no le importaba a Daniel Holtz, que había sido traído a través del tiempo por el demonio Sahjhan a matar a Ángel y Darla.
Darla se dio cuenta de que perdería su alma después de dar a luz y sería incapaz de amar a su hijo, ni siquiera recordaría que lo había querido. Ella no quería olvidar. Y temía que acabaría con el tiempo el niño reafirmaría su naturaleza vampírica que el niño se había ido de su cuerpo. Además, su cuerpo no-muerto era cada vez más incapaz de sostener la vida de su hijo por nacer en el tiempo para que pueda nacer.
Cuando Darla se puso de parto, que no avanza, y parecía que iba a perder el bebé. Suma a las dificultades de nacimiento, Darla y Ángel estaban siendo perseguidos por los asesinos de Holtz, quien los persiguió hasta el callejón detrás de Cáritas durante una violenta tormenta. Darla se dio cuenta de que el bebé iba a morir en el callejón, al igual que el ser humano Liam había muerto en un callejón con el fin del nacimiento del vampiro Angelus. Después de decirle a Ángel para asegurarse de que su hijo iba a saber que era la única cosa buena de los dos vampiros había hecho juntos, Darla se estaco a sí misma, dejando tras de sí un montón de polvo y un bebé que lloraba y saludable - un último acto de redención para garantizar la vida de su hijo: Connor.
Algún tiempo después, el espíritu de Darla se apareció a un joven Connor cuando estaba siendo tentado por Cordelia Chase (poseído por Jasmine) para asesinar a una adolescente inocente con el fin de que Jasmine pudiera nacer. Enviada por Los Grandes Poderes, Darla le rogó a su hijo que no cometiera un asesinato. Aparentemente conmovido por las palabras de su madre, Connor comenzó a desatar a la niña, pero "Cordelia", lo reprendió por dejarse llevar por el espíritu de Darla, cuya presencia podía sentir. "Cordelia" y Darla (la primera vestida completamente de negro y la segunda de blanco) compitieron por el alma de Connor, con Darla diciendo a Connor escuchar a su corazón y "Cordelia", le dijo que Darla era sólo una ilusión creada por el equipo de Ángel con el uso de la magia con el fin de engañar a Connor. "Cordelia", en combinación con la ansiedad de Connor para la vida del "bebé", ganó en última instancia: Connor le dijo a Darla, "Tú no eres mi madre!" y que arrastró a la chica aterrorizada a "Cordelia", que rápidamente mató. Connor vio a la chica tomar forma Darla por un momento. Después del sacrificio, el cadáver de la niña se mantuvo como Darla por un breve momento. Connor nunca mencionó lo que había visto a nadie.

## Relaciones
- El Maestro: Darla fue engendrada por el Maestro, y tienen una relación padre/hija. A pesar de respetar su "padre", Darla quería ver el mundo con Angelus. Después de Darla se separó del Ángel re-animado más de un siglo más tarde, regresó a El Maestro. En 1997, Darla fue uno de los acólitos del Maestro. El maestro se enfureció notablemente por la muerte de Darla a manos de Ángel, en marcado contraste con su indiferencia a la muerte de sus otros acólitos en varias ocasiones.

- Ángel/Angelus: Darla fue la creadora de Ángel. La pareja fueron amantes hasta la transformación de Angelus en Ángel, a pesar de que trató brevemente de redimirse ante sus ojos antes de reconocer que no podía ser lo que había sido antes. Como Ángel había visto a Darla como una especie de figura materna, Darla vio a Ángel como su "querido hijo", aunque más tarde Ángel rechazó la idea de que Darla y Angelus se habían amado uno al otro como Angelus carecía de la capacidad de amar sin un alma. Durante breves momentos de Darla como humana (después de haber sido resucitada por Wolfram & Hart), Ángel hizo un gran esfuerzo para tratar de ayudar a su expiación, algo que una animada Darla reconoce y respeta a su alrededor. Cuando Darla quedó embarazada de su hijo y Ángel, Darla le dijo a Ángel que su hijo era "la única cosa buena" que habían hecho juntos, que se estaco a sí misma con el fin de permitir que su hijo (Connor) naciera.

- Drusilla: Angelus era el creador de Drusilla. Cuando se propone que se una a la "familia", Darla muestra una resistencia a aceptar a Drusilla, teniendo en cuenta al delirante Drusilla. Sin embargo, cuando se convierte en una vampira, Darla la acepta su más o menos, y no es celoso en la idea de compartir Ángel con Drusilla. De una manera más sutil, es la que más le gusta a Darla, teniendo en cuenta a sí misma capaz de llegar a la luna para ella. A pesar de Darla a menudo se muestra molesta con Drusilla, quien la apoda su abuela, que desarrollan una fuerte carga emocional, si existe una relación poco pequeño y extraño. Se trata de una madre-hija, el amor fraternal y lesbianas. Se trata de una importante representación en "Reunion", donde de haber luchado violentamente hicieron un largo abrazo. Su bisexualidad es, además, confirmó en "The Girl in Question", cuando "El inmortal" duerme con las vampiras, al mismo tiempo.

- Spike: como miembro de la familia conocida como el Clan de Angelus, Darla ha conocido a Spike desde 1880 y mientras las payasadas de Spike les trajeron problemas, Darla, junto con Angelus nunca lo eliminaron y trataron de continuar la enseñanza de él. Desde el Clan de Angelus fue más de una familia que un grupo de vampiros, Darla pensaba en Spike como tal. Darla estaba muy impresionada cuando se enteró de que había matado a una cazadora, sino como Angelus, se encuentra con la lujuria de Spike de la violencia y las peleas públicas a ser un riesgo para su existencia.

## Poderes y habilidades
Darla tenía los poderes estándar y la vulnerabilidad de un vampiro, aunque con un mayor deseo de la sangre y la destrucción que la mayoría. Además, era más fuerte que la mayoría de los vampiros (aunque puede haber sufrido una reducción en la fuerza después de su "resurrección" debido a ser una vez más un "recién nacido"). Darla era vulnerable a los objetos sagrados y la luz solar, y puede ser muerta por decapitación y una estaca en el corazón. No podía entrar en la casa de un ser humano sin haber sido invitada por alguien que vivía allí. 
Psicológicamente, Darla actuado de una forma auto-responsable y consciente. Ella por lo general no culpaba a otros por quién o qué era o por sus acciones, la mayoría de la evidencia sugiere que ella era quien se debió enteramente a su propia elección. 
Parece que algunos vampiros tienen la habilidad de sentir el alma de los demás. Si Darla sintió el alma en Angelus al poseer esta habilidad no es clara, ya que podría ser casual el hecho de que le engendró y estaba muy cerca de él. 
Darla a menudo utilizaba su belleza y sexualidad para atraer a su presa. A diferencia de sus homólogos masculinos más agresivos (Angelus y Spike), que fue vista rara vez caza a su presa voluntariamente se acercó a ella, sin sospechar su destino, hasta que fue demasiado tarde. 
Darla demuestra que algunos vampiros tienen conexión psíquica con los que engendran: era capaz de sentir la presencia de Ángel cuando estaba cerca, e incluso podría decir que estaba en la ciudad. De alguna manera mantiene este sentido, incluso como un ser humano. 

## Apariciones
Darla apareció en 26 episodios canónicos dentro del Buffyverso:
Buffy la cazavampiros
Primera temporada: "Piloto no emitido", "Bienvenidos a la Boca del Infierno", "La leyenda", "Ángel (muerte)",
Segunda temporada: ""La Transformación Parte 1" (flashbacks)"
Quinta temporada: "Spike Enamorado"" (flashbacks),
Ángel
Primera temporada: "El hijo pródigo" (flashback) "Matamé" (flashbacks), "Shanshu en Los Ángeles" (Resurrección)
Segunda temporada: "El juicio","Primeras impresiones", "Intocable"", "Mi chico", "Darla", "La Gran Prueba" (vampiro), "La reunión", "Redefinición", "Volver a Empezar", "Epifanía, mensaje divino"
Tercera Temporada: "Los Latidos del Corazón", "Visiones, agresiones", "Reproducción", "Resucitados", "Canción de cuna" (Muerte)
Cuarta Temporada: "Sitio Aquí" (En una Aparición)
Quinta temporada Temporada: "La chica en Cuestión" (flashbacks)
- Datos: Q2721741